# Liste der Bodendenkmäler in Seukendorf
Auf dieser Seite sind die Bodendenkmäler in der mittelfränkischen Gemeinde Seukendorf zusammengestellt. Diese Tabelle ist eine Teilliste der Liste der Bodendenkmäler in Bayern. Grundlage ist die Bayerische Denkmalliste, die auf Basis des Bayerischen Denkmalschutzgesetzes vom 1. Oktober 1973 erstmals erstellt wurde und seither durch das Bayerische Landesamt für Denkmalpflege geführt wird. Die folgenden Angaben ersetzen nicht die rechtsverbindliche Auskunft der Denkmalschutzbehörde.

## Bodendenkmäler der Gemeinde Seukendorf

### Bodendenkmäler in der Gemarkung Seukendorf
| Lage                  | Objekt | Akten-Nr.     | Bild |
| --------------------- | --- | ------------- | ---- |
| Seukendorf (Standort) | Burgstall des Mittelalters. | D-5-6531-0021 |      |
| Seukendorf (Standort) | Mittelalterliche und frühneuzeitliche Befunde im Bereich der Evangelisch-Lutherischen Pfarrkirche St. Katharina in Seukendorf einschließlich Kirchhof mit Körpergräbern. Siehe auch: St. Katharina (Seukendorf) | D-5-6531-0177 |      |